# Sainte-Croix-aux-Mines
Sainte-Croix-aux-Mines [sɛ̃t kʁwa o min] (deutsch Sankt Kreuz im Lebertal) ist eine französische Gemeinde mit 1756 Einwohnern (Stand 1. Januar 2022) im Département Haut-Rhin in der Region Grand Est (bis 2015 Elsass).

## Geografie

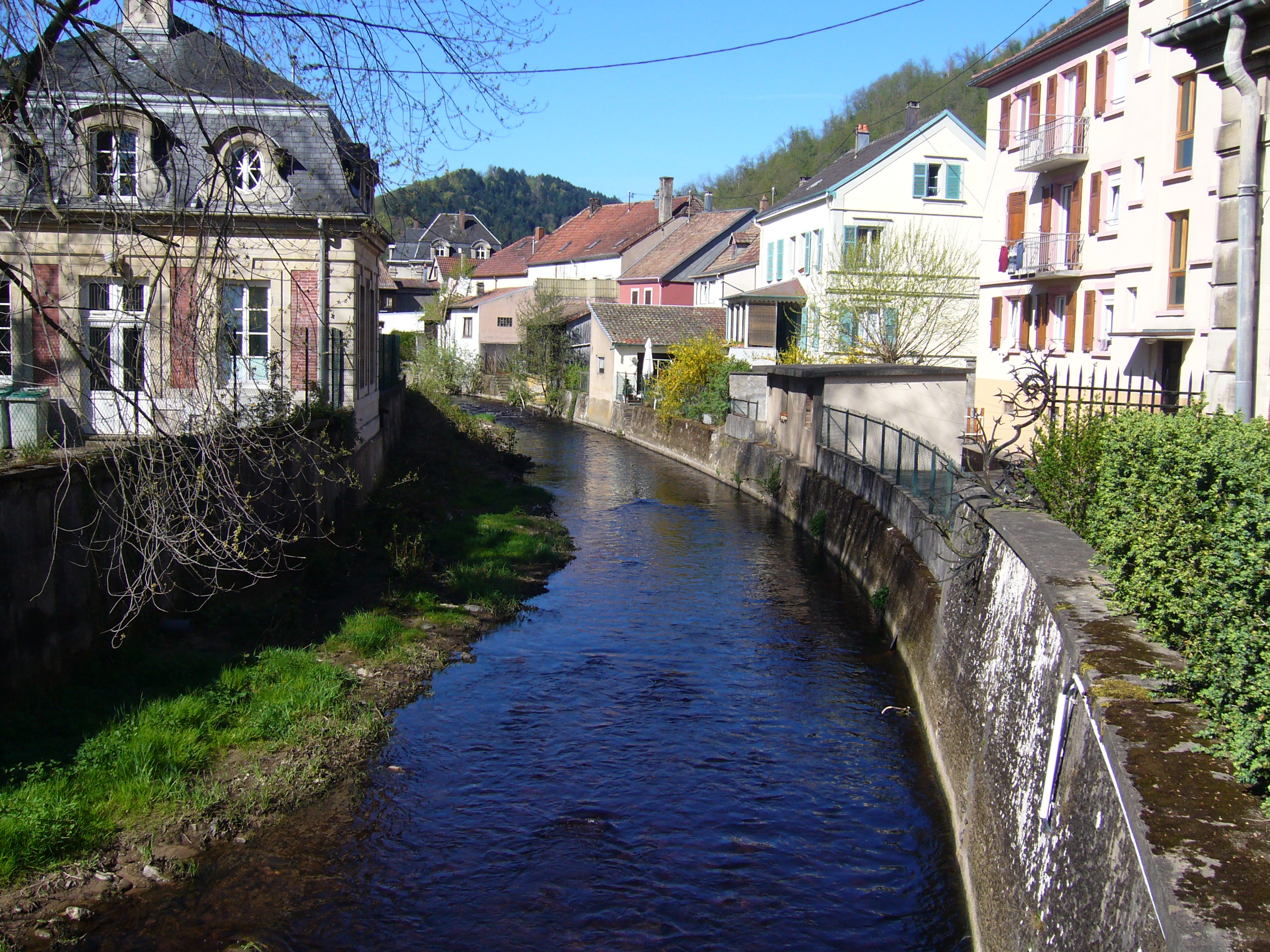
Die Lièpvrette (Leber) in Sainte-Croix-aux-Mines

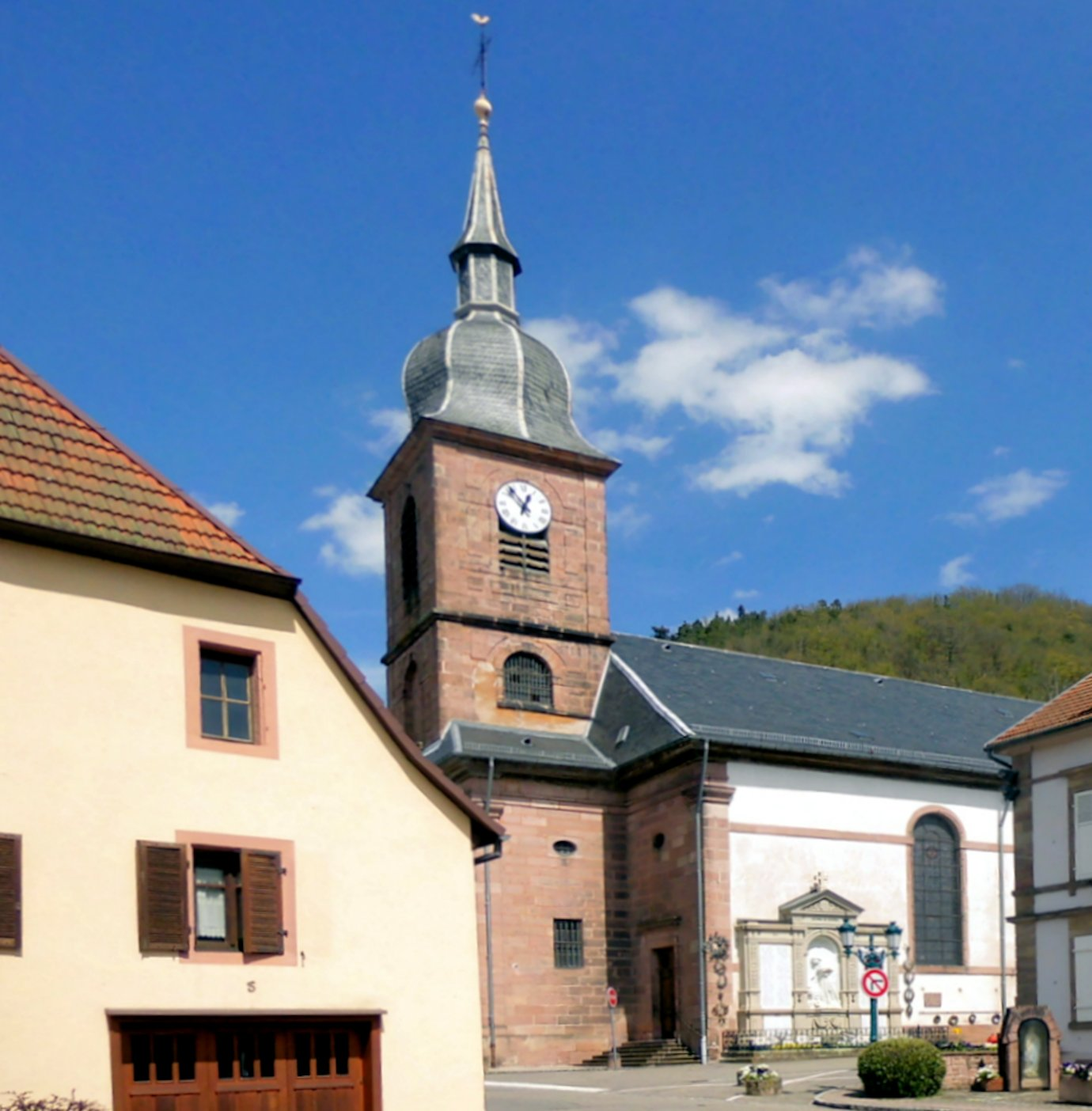
Kirche Saint-Nicolas

Die Gemeinde liegt an der Lièpvrette (Leber), deren Tal heute wegen der Bergbau-Vergangenheit Val d' Argent (Silbertal) genannt wird. Wie die Nachbargemeinden Lièpvre (flussabwärts), Sainte-Marie-aux-Mines (flussaufwärts) und Rombach-le-Franc ist sie Mitglied der Gemeindeverbandes Communauté de communes du Val d’Argent. Das Gemeindegebiet gehört zum Regionalen Naturpark Ballons des Vosges.
1868 erhielt die Gemeinde mit der Bahnstrecke Sélestat–Sainte-Marie-aux-Mines einen Bahnhof und Eisenbahnanschluss. 1980 wurde der Personenverkehr hier aufgegeben, 1990 auch der Güterverkehr und 1996/97 wurde die Strecke stillgelegt.

## Bevölkerungsentwicklung
| Jahr      | 1962 | 1968 | 1975 | 1982 | 1990 | 1999 | 2007 | 2017 |
| Einwohner | 2399 | 2261 | 2332 | 2010 | 1932 | 2035 | 2073 | 1922 |